# Лонг-Айленд (коктейль)

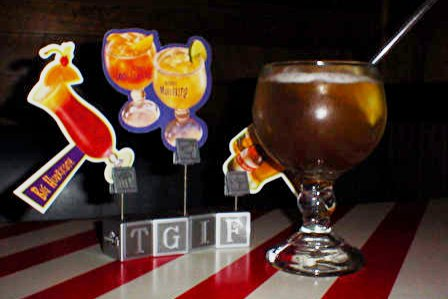
Коктейль Лонг-Айленд

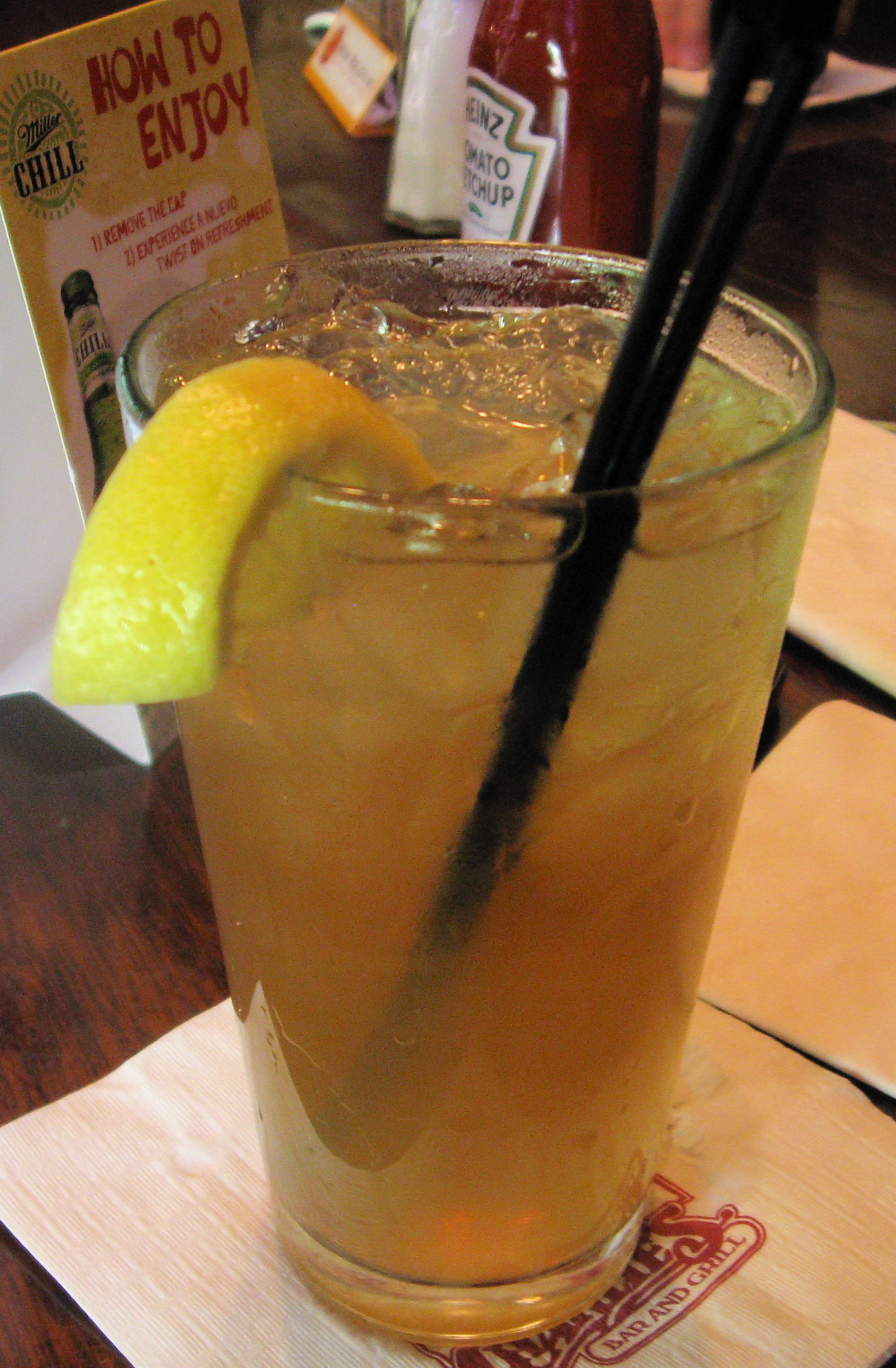
Коктейль Лонг-Айленд

Ло́нг-А́йленд айс ті (англ. Long Island Iced Tea, що в перекладі означає Лонг-Айлендський чай з льодом) — популярний коктейль в основі горілки, джину, текіли та рому. Окрім цього, до складу коктейлю входять Трипл-сек (чи Куантро), кола (або холодний чай) та інші. Коктейль Лонг-айленд айс ті — один з найпопулярніших коктейлів у світі, поступається в популярності лише Мартіні і Кривавій Мері. Коктейль вважається найміцнішим з усіх змішаних напоїв (28 об'ємних % алкоголю). Класифікується як лонґ дрінк (англ. long drink). Належить до офіційних напоїв Міжнародної асоціації барменів, категорія «Сучасна класика» (англ. Contemporary classics).

## Історія
Назва коктейлю склалася не відразу, спочатку він називався просто «Лонг-Айленд», що означає довгий острів. Це перший заселений острів у бухті Нью-Йорку, перший житловий центр міста. Друга частина назви — айс ті (холодний чай) — відображає колір і смак коктейлю. Дійсно, за смаком і запахом напій дуже нагадує холодний чай. Саме в цьому полягає його небезпека — він неймовірно міцний, але з «нешкідливим» смаком.
Існує дві версії походження коктейлю. Перша досить поширена, але є помилковою. За цією версією, коктейль з'явився в США в роки «Сухого закону». Оскільки коктейль нагадував холодний чай, його було дуже легко маскувати. Однак, існують документальні свідчення того, що вперше коктейль з'явився в 70-х роках минулого століття, а його автором є Кріс Бендикс, бармен нічного клубу в Сміттауні, розташованому на острові Лонг-Айленд.

## Вміст
Оригінальний вміст складається з наступних компонентів:
- 20 мл горілки
- 20 мл джину
- 20 мл білого рому
- 20 мл срібної текіли
- 20 мл апельсинового лікеру (Triple Sec)
- 80 мл коли
- 1/2 лимону

## Спосіб приготування
У хайбол наповнений на 1/3 льодом налити всі інгредієнти і долити доверху колою. Акуратно перемішати барною ложкою і прикрасити часточкою лимона.

## Цікаві факти
Цікаво, що «Лонг Айленд Айс Ті» — коктейль, склад якого в принципі не передбачає такого складника, як, власне, чай.